# Rheinfränkische Dialekte

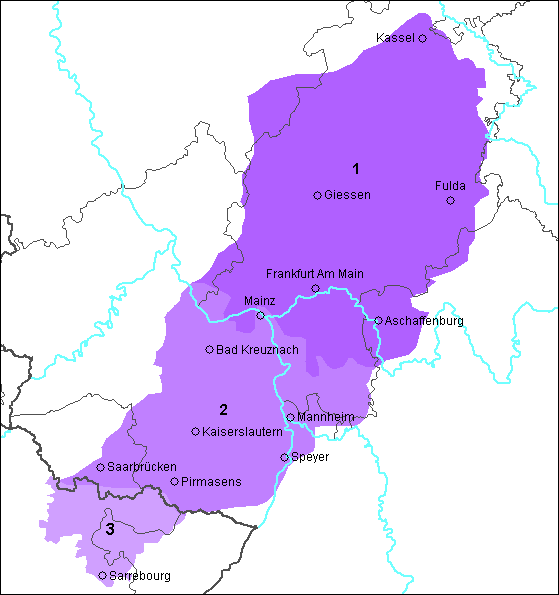
Die Verbreitung des Rheinfränkischen mit dem Hessischen (1), dem Pfälzischen (2) und dem manchmal zum Pfälzischen gezählten, rheinfränkischen Teil der Lothringischen Dialekte (3)

Rheinfränkisch im weiteren Sinne ist eine zusammenfassende Bezeichnung für folgende hochdeutsche Dialekte im Westmitteldeutschen:
- Hessische Dialekte in nahezu ganz Hessen südlich der Benrather Linie
  - Nordhessisch um Kassel, Bad Hersfeld und bei Rotenburg an der Fulda
  - Mittelhessisch (um Marburg, Hinterländer Platt und Gießen, Wittgensteiner Platt, im Vogelsberg, Wetterau bis zum Spessart, Rheingauer Platt, im Taunus)
  - Osthessisch bei Fulda und in der Rhön Rhöner Platt
  - Südhessisch (Frankfurterisch, Rheinhessisch um Mainz, um Wiesbaden und Darmstadt, sowie Untermainländisch um Aschaffenburg)
- Pfälzisch (ehemaliger Regierungsbezirk Pfalz in Rheinland-Pfalz und angrenzende Gebiete)[1]
  - Vorderpfälzisch (Vorderpfalz und Frankreich (nördliches Elsass)) mit Kurpfälzisch (Baden-Württemberg (Nordbaden))
  - Westpfälzisch (Süd- und Ostsaarland, vgl. auch Dialekte im Saarland; sowie Rheinland-Pfalz (Westpfalz))
  - Pennsilfaanisch (in den US-Bundesstaaten Pennsylvania, Ohio und Indiana sowie im kanadischen Ontario)
- Lothringisch (nur der rheinfränkische Teil: Ostlothringisch) (Frankreich im Département Moselle und im krummen Elsass)

In einem engeren Sinn postuliert es Peter Wiesinger, dessen Einteilung der deutschen Dialekte auf der strukturalistischen Analyse von deren Vokalsystemen basiert. Danach umfasst Rheinfränkisch im Wesentlichen den Raum Südhessen, Rheinhessen, Nordbaden und Pfalz und reicht damit in der Nord-Süd-Ausdehnung von Frankfurt am Rhein bis Karlsruhe, wobei an seinen Rändern (besonders im Westen) zum Teil breite Übergangszonen zu den Nachbarmundarten bestehen.
In der Kutschurganer Kolonie in der Ukraine wurde südrheinfränkisch-vorderpfälzisch gesprochen.
In der Gegend an der Newa in Russland wurde ein ostpfälzischer Dialekt aus dem Raum Mannheim-Schwetzingen sowie ein südrheinfränkisch aus dem Raum Wiesloch-Waibstadt-Mosbach gesprochen.

## Abgrenzung
Vom nordwestlich angrenzenden Moselfränkischen sind sie unter anderem durch die dat-das-Linie getrennt, die von Völklingen an der Saar über Simmern, Sankt Goar und Limburg nach Dillenburg und anschließend zwischen Siegerland und Wittgenstein verläuft. Gebiete im südlichen Hunsrück zur Nahe hin sind jedoch trotz des dat auch dem Rheinfränkischen zuzuordnen; die Übergänge sind hier fließend. Von den südfränkischen, alemannischen und ostfränkischen Dialekten im Süden und Osten wird es durch die Speyerer Linie, Germersheimer Linie oder „appel-apfel-Linie“ (etwa Weißenburg–Wörth am Rhein–Speyer–Sinsheim–Eberbach-Mudau–Wertheim) getrennt. Die schärfste Grenze besteht im Norden mit der Benrather Linie zum in Niedersachsen und Westfalen gesprochenen Niederdeutschen.

## Begriffsklärung Sprecher heutiger rheinfränkischer Dialekte vs. historische Rheinfranken
Nicht zu verwechseln ist Rheinfränkisch mit dem in Teilen des Rheinlands – nämlich im Großraum Bonn-Köln-Aachen und Teilen des Bergischen – gesprochenen Ripuarischen, das gemeinsam mit dem Moselfränkischen zum Mittelfränkischen zählt, aber gelegentlich fälschlich als Rheinfränkisch bezeichnet wird. Historisch wurden alle am Rhein lebenden Franken als Rheinfranken bezeichnet, was sich allerdings nicht mehr auf die Sprecher der heutigen rheinfränkischen Dialekte übertragen lässt. Diese pflegen meistens keine gemeinsame rheinfränkische Identität, sondern sehen sich eher als Hessen, Pfälzer, Rheinhessen oder als Angehörige sonstiger regionaler Sprechergruppen.